# La Palma del Condado
La Palma del Condado è un comune spagnolo di 9 658 abitanti situato nella comunità autonoma dell'Andalusia.